# Cleistanthus pseudopallidus
Cleistanthus pseudopallidus är en emblikaväxtart som beskrevs av Eugene Jablonszky. Cleistanthus pseudopallidus ingår i släktet Cleistanthus och familjen emblikaväxter.
Artens utbredningsområde är Sumatera. Inga underarter finns listade i Catalogue of Life.